# Renzo Morigi
Lorenzo Mario „Renzo“ Morigi (* 28. Februar 1895 in Ravenna; † 13. April 1962 in Bologna) war ein italienischer Faschist und Sportschütze.

## Leben
Morigi besaß einen höheren Schulabschluss und war gelernter Agronom. Während des Ersten Weltkriegs kämpfte Morigi in der italienischen Armee und trat 1921 in die Nationale Faschistische Partei (PNF) ein. In der PNF machte er dank seiner Freundschaft mit dem ebenfalls aus Ravenna stammenden Ettore Muti bald Karriere. 1928 wurde er zum Parteisekretär der PNF in Ravenna ernannt. Ein Amt, das er bis 1933 ausfüllte. In der faschistischen Miliz stieg er bis zum Rang eines Majors auf.
Der von Arrigo Petacco als selbstherrlich, streitsüchtig und als Waffennarr beschriebene Morigi erlangte 1927 erste Bekanntheit, als er in Ravenna am 13. September 1927 den vermeintlichen Attentäter Ettore Mutis, den kommunistischen Tagelöhner Leopoldo Missiroli, niederschoss. Morigi saß in einem nahen Friseursalon und ließ sich gerade rasieren, als er die zwei Schüsse hörte, eilte auf die Straße und machte sich auf die Verfolgung des flüchtenden Attentäters. Nach wenigen Metern zog der stets bewaffnete Morigi seine Pistole und streckte Missiroli mit einem gezielten Schuss nieder. Für diese Tat wurde er später mit der Silbernen Tapferkeitsmedaille ausgezeichnet.
Laut den Polizeiberichten der Carabinieri trank Morigi gerne und wenn er betrunken war, kam es des Öfteren vor, dass er auf der Straße ging, seine Pistole zog und auf die Glühbirnen der Straßenbeleuchtung schoss, wobei es niemand wagte, ihm Einhalt zu gebieten.

### Olympische Spiele
Angeblich wurde er durch Zufall Teilnehmer der Olympischen Spiele 1932 in Los Angeles, nachdem er bei einer Zugfahrt in einer liegengelassenen Zeitung eine Anzeige über die anstehenden Qualifikationswettkämpfe gelesen hatte. Nach anderen Quellen nahm er teil, weil ein Parteifreund sich für ihn beim Nationalen Olympischen Komitee starkgemacht hatte.
Bei den Olympischen Spielen 1932 in Los Angeles trat er mit der Schnellfeuerpistole auf 25 m an. Gemeinsam mit elf weiteren Konkurrenten erzielte er zunächst die Maximalpunktzahl von 18 Treffern, sodass es im Anschluss zu mehreren Stechen kam. Morigi überstand drei dieser Runden ohne Fehlschuss, ehe nur noch Heinz Hax, Domenico Matteucci und er um die Medaillen kämpften. In der vierten Runde des Stechens traf Morigi erneut alle Ziele, während Hax zwei verfehlte und Matteucci lediglich auf drei Treffer kam. Morigi wurde somit Olympiasieger. Er war damit der erste italienische Goldmedaillengewinner bei den Olympischen Spielen im Sportschießen und es sollte 64 Jahre dauern, bis Roberto Di Donna 1996 die nächste Goldmedaille im Sportschießen für Italien gewann. In den USA erhielt er für seine überragende Leistung bei den Spielen den Spitznamen gun-man, was bei seiner Rückkehr nach Italien blumenreich in menschliche Maschinenpistole (italienisch mitragliatrice umana) übersetzt wurde.
Von 1934 bis 1943 war Morigi für die faschistische Partei Mitglied der Abgeordnetenkammer im italienischen Parlament. Von 1935 bis 1937 gehörte er zudem dem Gran Consiglio del Fascismo an und war eine Zeit lang Stellvertreter des Parteisekretärs Achille Starace.
Nach 1945 zog er sich aus dem öffentlichen Leben zurück. Morigi starb 1962 in Bologna.